# Rirkrit Tiravanija
Rirkrit Tiravanija, född 1961 i Buenos Aires, är en konstnär verksam i New York, Berlin och Bangkok.
Tiravanija arbetar med relationell konst och är kanske mest känd för ett konstverk i vilket han bjuder galleribesökare på thailändsk mat.